# 午門 (北京)
39°54′45″N 116°23′28″E / 39.91250°N 116.39111°E
午門位于紫禁城南北中轴线的最南端，是紫禁城的正門（但现在“故宫博物院”的牌匾却是挂在仅用作出口的北门神武门上，而2017年9月起午门南侧的端门也开始悬挂“故宫博物院”五字），也是现在被允许游客使用以进入故宫的唯一可用入口。

## 历史

### 明清历史

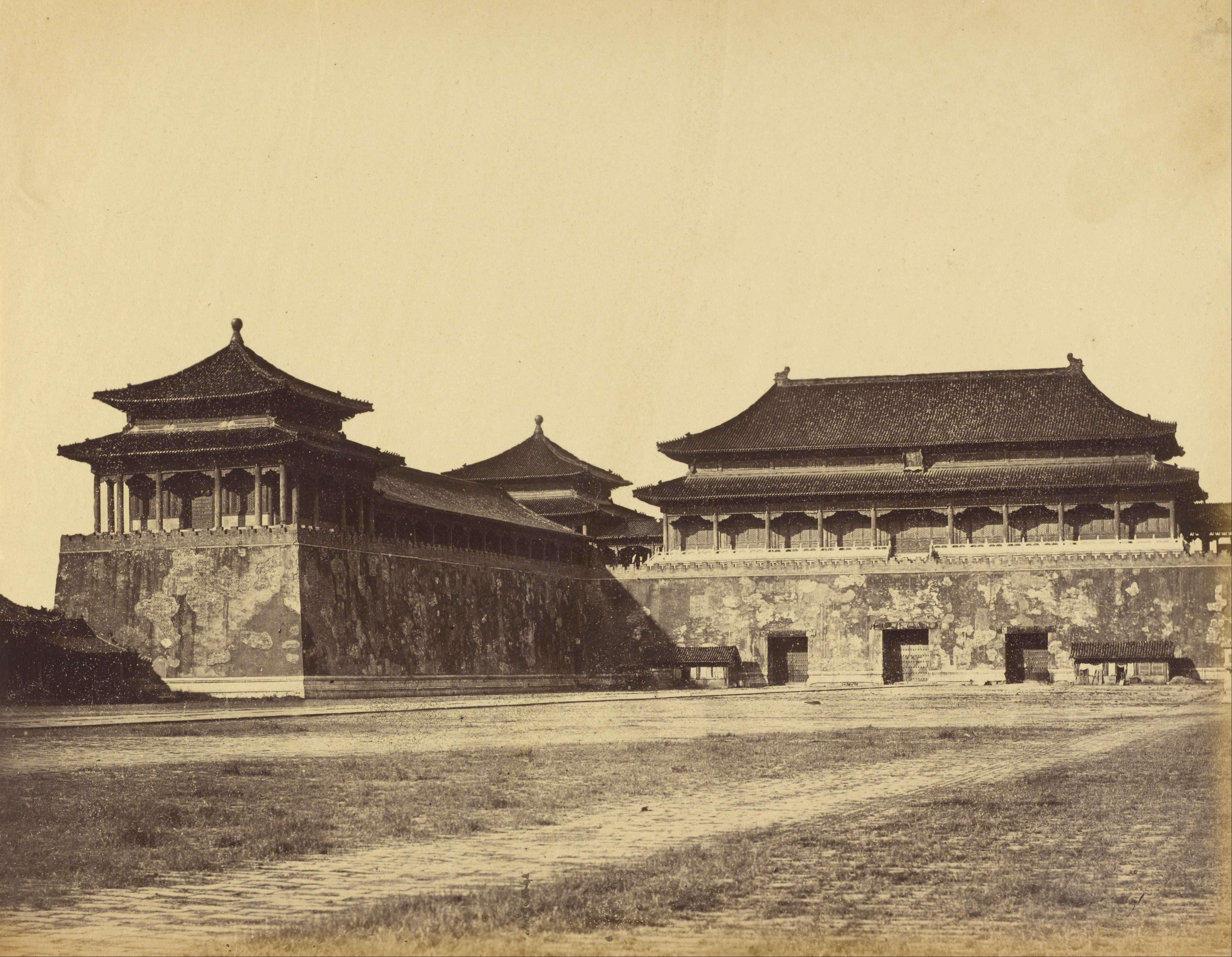
1860年的午门

午门前自北向南依次有端门、天安门（皇城正门，明朝称承天门）、大清门（明朝称大明门），午门后有太和门（明朝称奉天门，后来改称皇极门，清朝改称太和门）。各门之内，两侧建有廊庑。此类用门庑围绕形成广场、层层递进的布局，是受到中国古代“五门三朝”制度之影响。
午门建成于明朝永乐十八年（1420年）。清朝顺治四年（1647年）重修，嘉庆六年（1801年）再修。

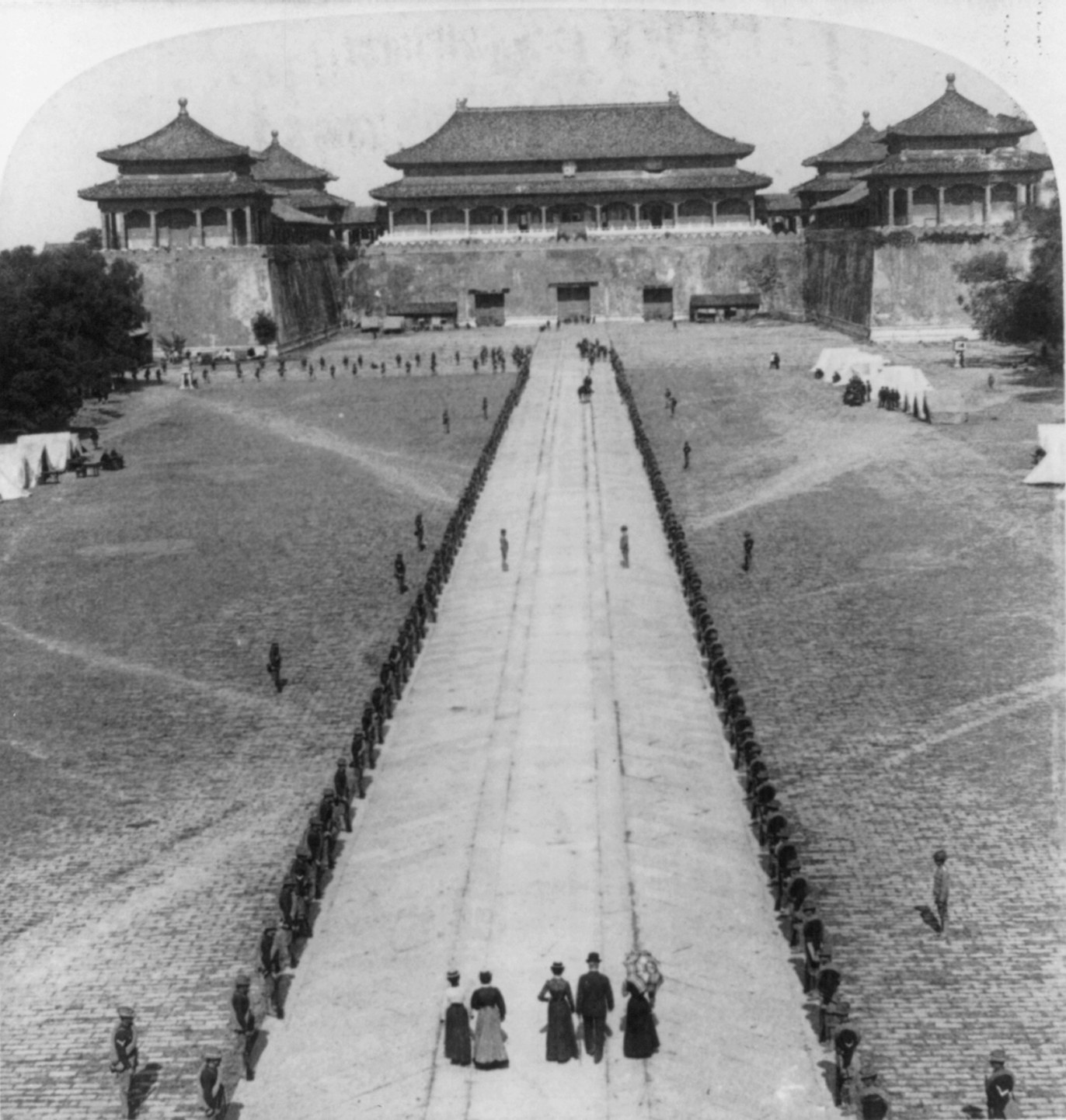
约1901年的午門

午门过去是颁发皇帝诏书之处。每年农历腊月初一，在午门举办颁布翌年历书的“颁朔”典礼。遇到重大战争，军队凯旋时，在午门举办向皇帝敬献战俘的“献俘礼”。明朝皇帝处罚大臣的“廷杖”也是在午门前举行。民间传说中有所谓“推出午门斩首”的说法，也是指午门前，但将此处作为杀人刑场是不可能发生的事情，这种民间传说并不符合史实。
每逢重大典礼以及重要节日，均在午门前陈设体现着皇帝威严的卤簿。
明朝时期，每年农历正月十五日的上元节，午门悬灯，皇帝赐宴百官。《类腋·天部·正月》引孙国敉《燕都游览志》：“立春日，于午门赐百官春饼。”皇帝在立春日赐春饼，端午日赐凉糕，重阳日赐花糕。清朝时，每年农历十月初一日，在午门“颁朔”，颁发次年历书。
午门前设有两根红杖。两名护军手持红杖坐在门下，亲王以下人员经过时不起立。若有不报名便擅入门者，护军可举杖便打。午门下的两处小房原是明朝锦衣卫值房，东西两厢以及禁门站满了禁军校尉。

### 争夺午门

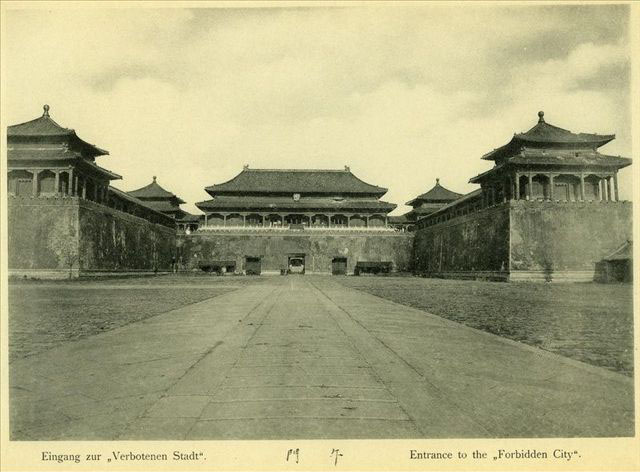
1900年至1903年间的午门

1914年10月，古物陈列所正式在紫禁城前朝部分对外开放，成为北京最早对外开放的博物馆，也是中国首家宫廷博物馆及艺术博物馆。1925年10月10日故宫博物院成立后，古物陈列所的地位削弱。1926年10月10日，国立历史博物馆也正式对外开放。紫禁城内同时有了三座博物馆，它们相互竞争，争夺游客。
国立历史博物馆是上述三家博物馆中最早筹备设立的一家。1917年，北京政府教育部与内务部会商后，1918年7月，国立历史博物馆奉教育部令52号从国子监迁入午门、端门一带，此后午门正门除举办国家大典而偶有开放之外，平时并不开放。国立历史博物馆迁入午门、端门一带之后，将午门城楼作为陈列室，城下两廊作为储藏室，午门三门封闭以后，将端门作为国立历史博物馆正门，左右阙门作为旁门，自端门到午门中间的区域变为封闭的院落。国立历史博物馆由于缺乏经费，在筹备成立后很长时间也未能对外开放。1924年8月1日，国立历史博物馆在午门城楼举行展览并正式对外展出。后来在洪业的资助下，国立历史博物馆终于在1926年10月10日正式对外开放。1929年8月，国立历史博物馆划归中央研究院，由中央研究院历史语言研究所代管，更名为中央研究院北平历史博物馆。

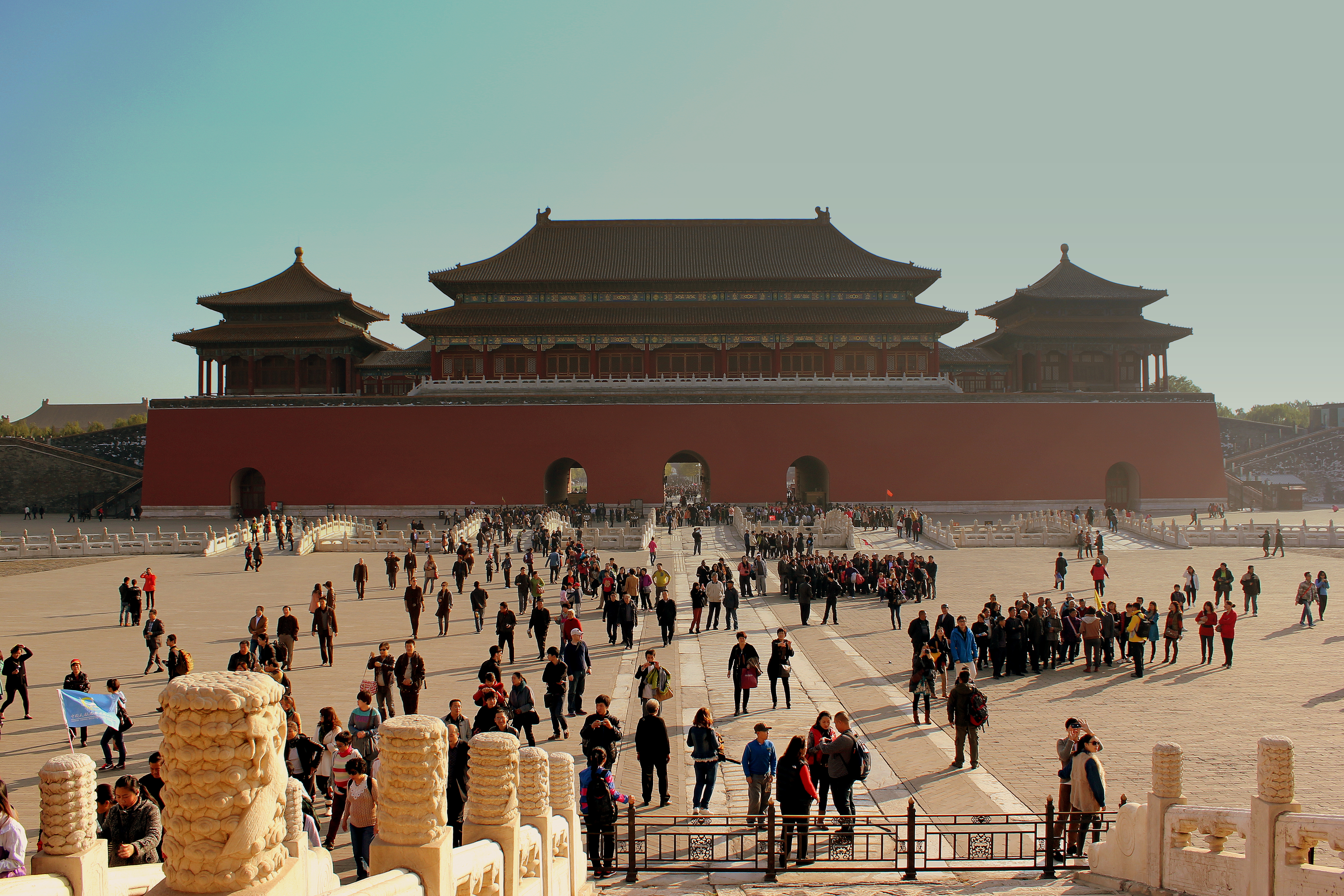
从太和门望午门北侧

对迁入午门的历史博物馆的管辖范围，古物陈列所与历史博物馆双方存在分歧，特别是对午门城门的所有权。1930年1月2日，古物陈列所突然开启午门正门售票，并且在1月到2月（即从公历元旦到旧历春节之间）的三个时段，共计开启午门16天。古物陈列所还在午门两旁横贴标语，招揽游客。此举引发管理并使用午门的历史博物馆的不满，1月2日午门首次开放当天，历史博物馆即派员同古物陈列所交涉。此后历史博物馆致函中央研究院，请该院向内政部交涉解决。历史博物馆还以“午门洞开，防范必须周密”为由，从1月4日起停止参观，并且关闭端门中门，在午门前栏起绳索以封锁午门。由于午门如果长时间开启，历史博物馆将失掉从午门到端门之间的封闭院落，“事将无从维持”，所以历史博物馆坚决反对开启午门。

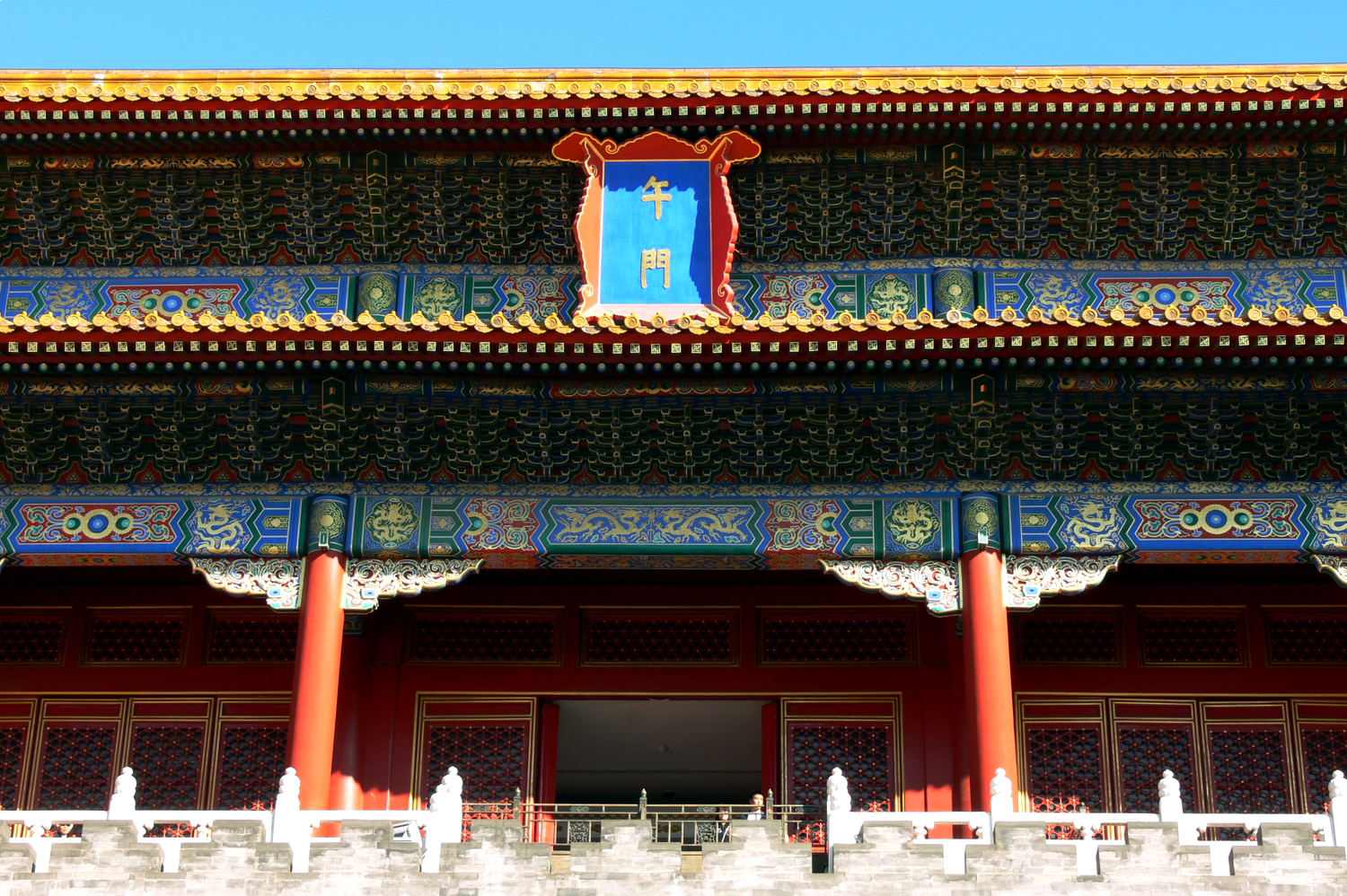
午門门楼

古物陈列所开启午门，是由于经费困难，亟需吸引更多观众购票参观。古物陈列所成立之后，观众从东华门、西华门出入，数量较为有限。1928年，为方便嘉宾参加在太和殿或者太和门举办的北伐胜利庆祝大典，午门正门曾经开启一天，民众蜂拥而至。古物陈列所见开启午门有希望增加观众，便于1928年9月30日派出代表李贻燕等人持函赴历史博物馆，要求开启午门，并由古物陈列所在此设一处售票室，方便游客参观古物陈列所。历史博物馆方面由裘善元主任出面接待，最终同意古物陈列所辟午门后西铁栅门售票。自1928年双十节起，每当历史博物馆开馆日期，古物陈列所便依约定在属于历史博物馆范围内的午门后西铁栅门售票。但在此种安排下，游客仍须绕经午门城楼方可入古物陈列所参观，这种不便必定会减少部分客流，所以古物陈列所于1930年1月开启午门，希望以此增加客流。

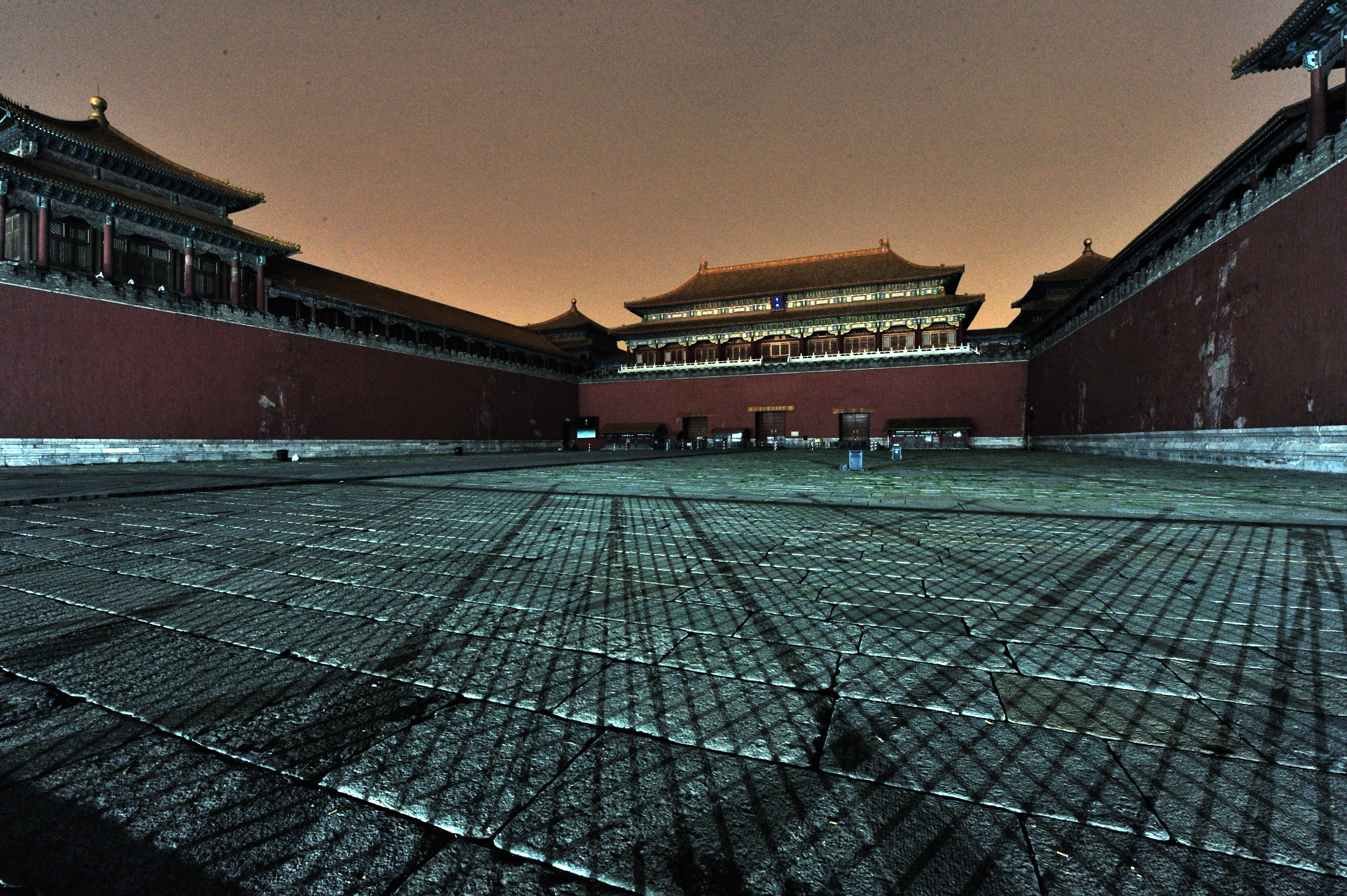
午门

1930年1月8日，中央研究院历史语言研究所所长傅斯年从开封刚回北平，便亲自到古物陈列所协商，又在1月10日再度命历史博物馆的郭建勋到古物陈列所重申前义。1月16日古物陈列所关闭午门之后，1月17日傅斯年再到古物陈列所交涉。1月19日，双方举行了最后的谈判，但谈判陷入僵局。
1930年1月29日，《内政部勘电北平古物陈列所，午门扃闭向由该所管理，仰即据理力争由》，内政部在其中称“午门启闭向由该所管理，原案具在。仰即据理力争，可也。”此后古物陈列所致函历史博物馆，认为历史博物馆为了保护午门旁边的铜炮而设铁丝，实际上是“有意妨害本所售票，阻碍民众交通”，要求历史博物馆将午门前的绳索移开。历史博物馆对此强烈反对。1930年1月30日，获悉历史博物馆不会自动撤除绳索，古物陈列所遂强行派人剪断了午门前的绳索，“即时开启午门正门，设桌售票”。随后古物陈列所致电内政部，称“职所迫不得已，业将当门铁丝及绳索撤去数尺，特先奉闻。”历史博物馆则呈文中央研究院求援。1930年2月12日，中央研究院历史语言研究所所长傅斯年致信南京国民政府前内政部长樊象离，请内政部公正执事。1930 年3月26日，内政部训令古物陈列所，“提议两种解决办法，是否可行”，实际上承认了历史博物馆对午门的监管权。午门争夺战告终。
古物陈列所在争夺午门中失败，体现了古物陈列所的衰落。古物陈列所原是北京政府内务总长朱启钤倡立，直属北京政府内务部，开办费是北京政府从美国退还的庚子赔款中拨出的二十万元。1928年6月，南京国民政府接收古物陈列所，开始进行大幅改组，核减经费、清点文物。古物陈列所地位急剧下降，一度改归南京国民政府内政部北平档案保管处管理，编制遭缩减，所长改称主任，最终在1948年并入故宫博物院。

### 晚近发展

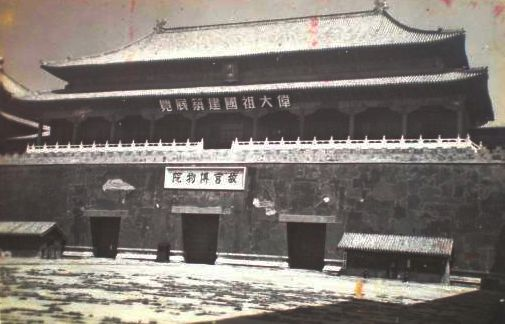
1951年10月1日起，在午门楼上正殿举办“伟大的祖国建筑展览”。午门城楼上悬挂起“伟大祖国建筑展览”八个大字，当时午门城台正门上方有“故宫博物院”五个字的石匾。

中华人民共和国成立后，午门城楼仍归北京历史博物馆（即中华民国初期的国立历史博物馆，1929年更名为中央研究院北平历史博物馆，后来又多次更名。1949年10月更名为北京历史博物馆，隶属中央人民政府文化部）拥有。1951年4月11日，北京历史博物馆在故宫午门举行敦煌文物展览，展出了北魏、西魏、隋、唐、五代、宋、元壁画摹本900多件，还有元朝彩画墓碑摹本及塑像等，展览到1951年5月15日结束。1951年10月1日起，为庆祝中华人民共和国建国两周年，中央人民政府文化部文物局特联合北京历史博物馆、清华大学营建系、中国营建学社等单位，在北京历史博物馆午门楼上正殿举办“伟大的祖国建筑展览”。1954年“全国基本建设中出土文物展览”在午门上的北京历史博物馆展厅内展出，引发轰动。1954年5月2日、5月22日，毛泽东两次亲临此次展会。关于毛泽东游故宫，社会上流传着许多逸闻传说，但有正式记载的仅此两次，而且仅是登上午门。1959年7月，在天安门广场东侧建成了新的馆舍，1960年8月北京历史博物馆正式更名为中国历史博物馆，1961年7月新馆舍正式对外开放。午门作为旧馆舍后来被移交给故宫博物院。1963年，进行了午门正楼的修缮工程。
文化大革命期间，1967年7月3日在午门前广场举行了“首都红卫兵强烈抗议缅甸反动政府反华暴行大会”，俗称“午门抗缅大会”，声讨缅甸联邦奈温将军领导的政府，成为文化大革命前期外交方面的重要事件之一。

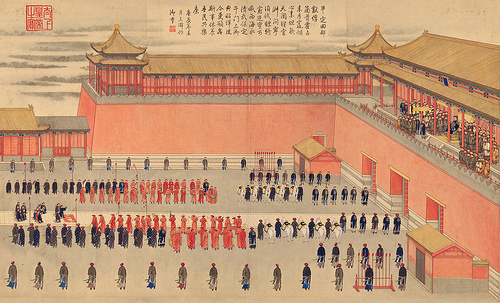
清丁观鹏等五人绘本《平定準部回部得勝圖》第十四开“平定回部獻俘”。《平定準部回部得勝圖》册共十六开，原稿由郎世宁、王致诚、艾启蒙、安得义等绘，在法国印为铜版画，后来丁观鹏等五人绘着色版。描繪乾隆二十五年（1760年），定北將軍兆惠返京向乾隆帝進獻回部叛軍小和卓霍集占首級及俘虜情形。乾隆帝升御座於紫禁城午門（畫面右方），兆惠等將士分三排跪拜，將霍集占首級獻上。

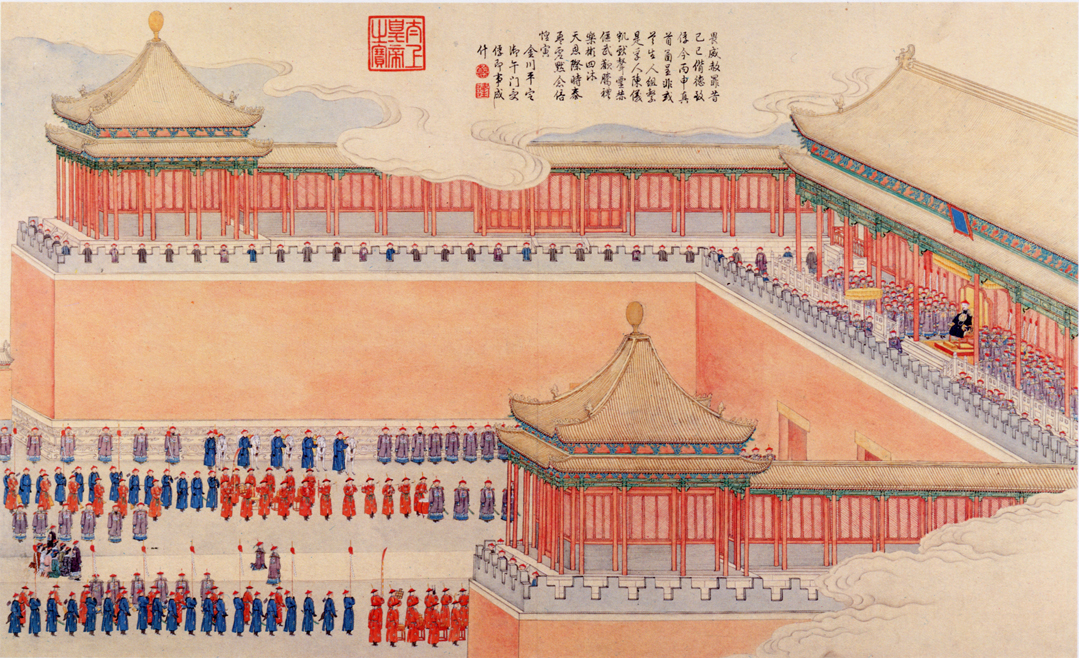
清徐扬绘本《平定两金川得胜图》第十四开“午门献俘”。《平定两金川得胜图》册共十六开，原有徐扬绘本，后来又有铜版画本，徐扬绘本一套16幅现藏北京故宫博物院，铜版画本由艾启蒙、贺清泰绘制草图

1984年4月，美国总统里根到北京访问。访问前三个月，中华人民共和国外交部副部长韩叙便通知包括文物专家谢辰生在内的相关人员，准备将午门腾出来作为迎宾场地。故宫博物院、中国历史博物馆、国家文物局的多位专家当时便表示异议。数天后，韩叙进一步通报称，万里、胡启立等领导已去看过午门，拍了板。韩叙接着布置了与国家文物局有关的几项工作：（1）将午门城楼上的“午门”匾额换成国徽，在午门城楼上安装照明设施；（2）由于午门前广场不平，不能铺红地毯，要求到1984年4月将广场平好；（3）将午门前的东、西朝房及东、西阙门（指阙左门、阙右门）旁的部分房间交给外交部改为休息室；（4）在午门前广场树立两个永久性旗杆。谢辰生意识到这必将对午门造成很大破坏，便当即给中华人民共和国文化部写了一份公文，同时也给中共中央宣传部的正、副部长抄送了一份。谢辰生在公文中指出，午门向来是皇帝举行“献俘大礼”的场所，且每次极为隆重，典籍对此多有记载，郎世宁所作的《献俘图》在巴黎有铜版印刷的图片刊行，“如果台湾、香港乘机造谣挑拨、说我们含沙射影，岂不造成不良政治影响？”故午门作为迎宾场所实属不妥。谢辰生的公文虽很快被文化部长打回来称“中央已作决定，不必再提意见了。”但递至中共中央宣传部的那份在两天后发挥了作用，有关部门取消了这项决定。午门得以完整保存下来。
2001年6月23日，在午门前广场举行了“世界三大男高音紫禁城广场音乐会”，由鲁契亚诺·帕瓦罗蒂、普拉西多·多明戈、何塞·卡雷拉斯连袂演出。此次音乐会是历史上在紫禁城举行的首个商业演出。2001年6月13日，故宫博物院与中国文化艺术公司为“世界三大男高音紫禁城广场音乐会”签订了《协议书》，双方约定由故宫博物院提供午门广场，保证正常开放以外的部分作为演出场地，演出占用场地时间为2001年6月13日至6月24日，中国文化艺术公司向故宫博物院支付古建租借费、午门古建保养费、经营损失费、劳务费等共计人民币200万元。中国文化艺术公司于2001年6月13日支付100万元之后，拒绝支付其余款项。为此故宫博物院在北京市东城区人民法院提起诉讼，要求被告中国文化艺术公司支付剩余的100万元以及逾期付款的违约金共计人民币138万余元。2002年，此案开庭审理。
2002年10月10日，在午门广场举行让-雅尔北京紫禁城音乐会。这是作为中国方面在法国举办香榭丽舍大街游行、红色点燃埃菲尔铁塔的对等活动，这也是“世界三大男高音紫禁城广场音乐会”之后，午门举办的又一场重要的国际演出。

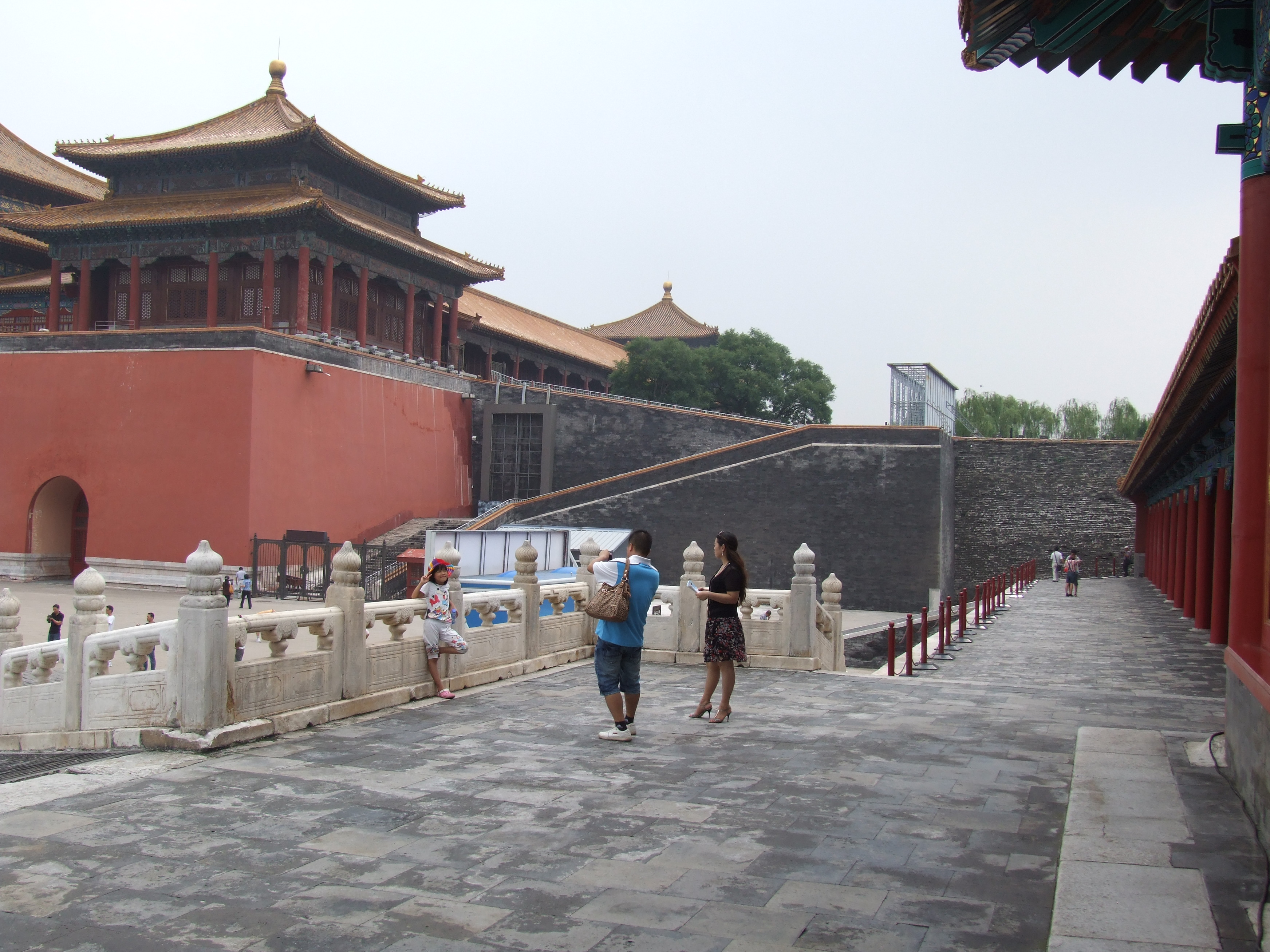
午门西侧的马道。自熙和门向南拍摄。

1917年北京政府教育部决议将端门至午门一带作为国立历史博物馆馆址。1918年国立历史博物馆规定，午门城楼及两翼亭楼辟为陈列室。因为被国立历史博物馆当作展厅进行内部装修，所以午门城台上各建筑的内部装修及陈设已难以修复为明清时期的原状，而适合当作展厅使用。2000年，故宫博物院开始策划午门展厅项目。午门展厅工程的前期研究及设计工作于2000年11月正式启动，2001年1月形成了最初方案，2002年1月方案获得国家文物局批准，经过多次修改，于2004年6月完成最终方案。工程在2004年9月开工，2005年3月竣工。
2005年初，午门门楼作为展览珍贵文物的展厅对游客开放。这也是午门门楼自文化大革命期间举办古建筑展览之后，三十多年来首次对外开放。门楼内部整体用特制的钢化玻璃加以保护，其中包括天花板，天花板上的彩画均为清朝顺治四年（1647年）绘成。2005年初，作为“中法文化年”的一个项目，“‘太阳王’路易十四———法国凡尔赛宫珍品特展”成为午门门楼举办的第一场展览。

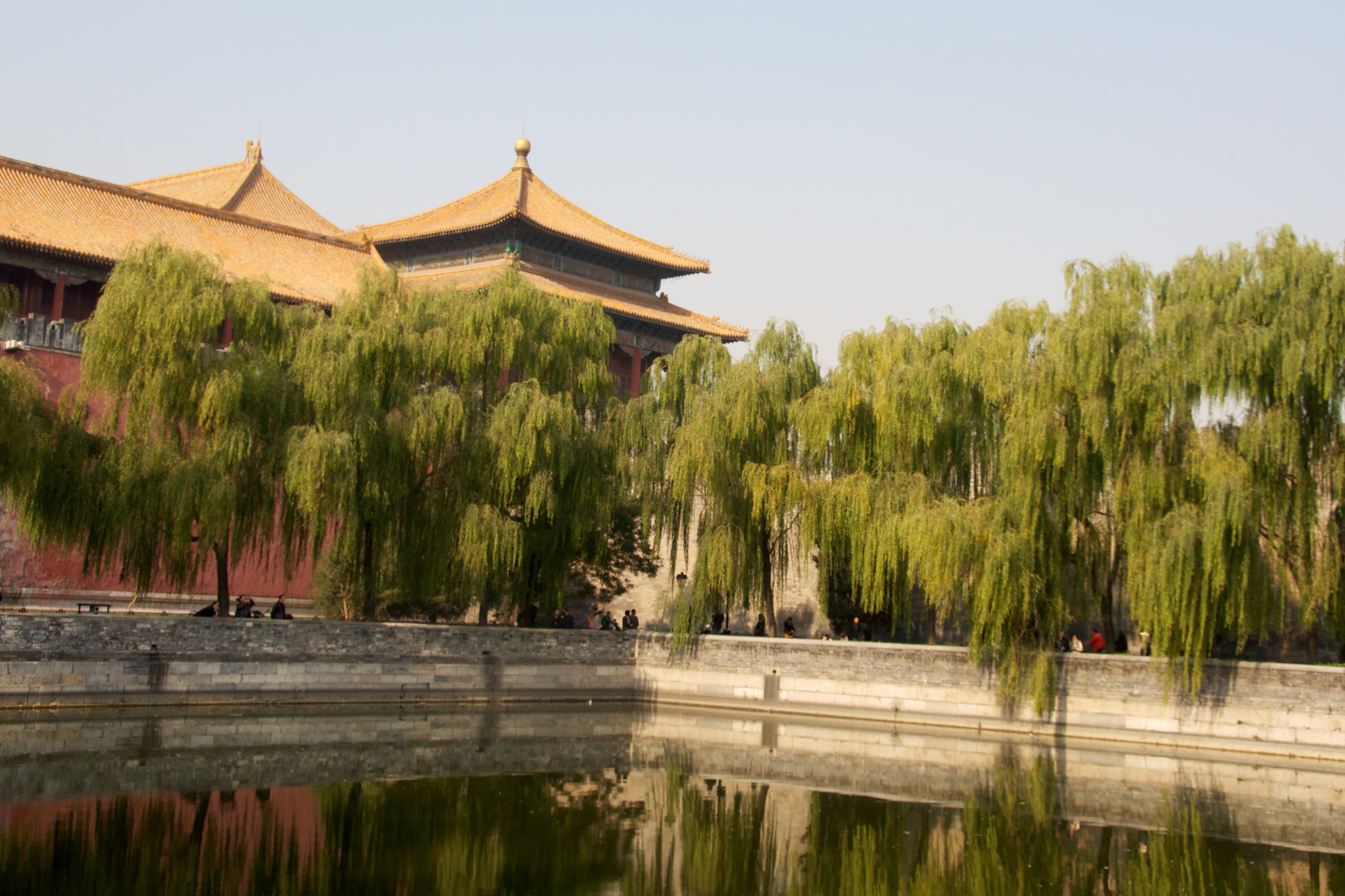
从北京市劳动人民文化宫（太庙）望午门东侧。近处为筒子河。

2007年3月至6月10日，大英博物馆藏品在午门展厅展览。2008年8月，为迎接北京奥运会，故宫博物院在午门展厅推出“天朝衣冠——故宫博物院藏清代宫廷服饰精品展”，展品为105件清宫服饰，包括光绪帝大婚时所穿的龙凤同和袍、康熙帝的大阅甲等等。2013年4月25日，故宫博物院、英国维多利亚和阿尔伯特博物馆联合举办的“印度宫廷的辉煌——英国国立维多利亚与艾伯特博物馆珍藏展”在故宫博物院午门展厅举办开幕仪式，此次展览于7月31日结束。2013年9月3日，作为“平安故宫”工程及故宫大修工程的项目，故宫博物院启动了午门雁翅楼及崇楼区域保护性维修以及展厅改造工程。该工程预计于2015年竣工，2015年5月31日投入使用，届时雁翅楼展厅与午门展厅将形成占地面积2800余平方米的大型展区，成为故宫博物院面积最大、功能最全、规格最高的展区。
2013年1月，故宫博物院院长单霁翔介绍，以前国家元首、重要来宾的车队直接开到太和门广场，影响观众正常参观，也影响来宾观看故宫的完整性，所以目前故宫博物院工作人员已带头不在任何开放区开车、只可步行，未来来宾都要在午门前下车。单霁翔还介绍，燕翅楼过去收藏的39万件中国国家博物馆藏文物移交给中国国家博物馆，将来午门正楼及燕翅楼组成一大型博物馆区，成为“地上的天宫”，外观保存原貌，内部设为专业展览馆，举办重大展览项目，到2015年故宫博物院90周年院庆时，将正式启用燕翅楼，举办一些大型展览。
2015年10月10日，为庆祝故宫博物院建院90周年，故宫博物院开放了午门雁翅楼及东华门和两者间的城墙、慈宁宫及慈宁宫花园、寿康宫、宝蕴楼，同时在午门雁翅楼展区举办临时展览“普天同庆——清代万寿盛典展”（展至2016年1月）。

## 建筑
午门平面呈“凹”字形，沿袭隋唐洛陽城紫微宮應天門以及宋朝宫殿丹凤门的形制，这种建筑形制是自汉朝的门阙演变而来。闕門制、方門頂、三門道。午门分为上下两个部分，下部为墩台，高12.00米，墩台正中开有三个门，两侧各有一座掖门（东侧的叫左掖门，西侧的叫右掖门），俗称“明三暗五”。墩台的两侧设有上、下城台用的马道。墩台五个门洞的用途各异：中门是皇帝专用，此外仅在皇帝大婚时，皇后所乘的喜轿可自中门进宫，通过殿试选拔的状元、榜眼、探花，在殿试结果宣布之后可以从中门出宫。东侧门是供文武官员出入。西侧门是供宗室王公出入。两掖门仅在举办大型活动时方才开启。

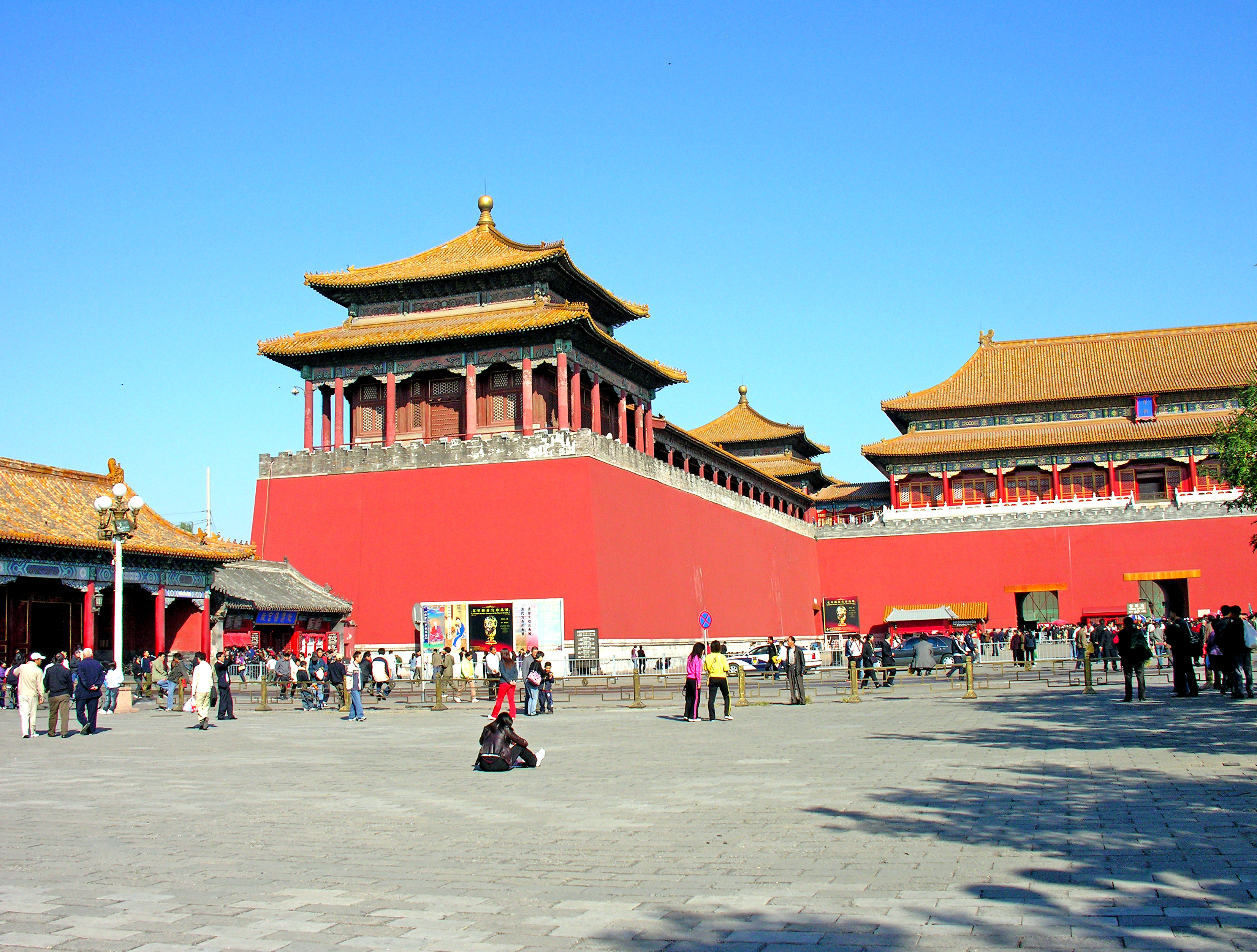
午门西雁翅楼及方亭。左端为阙右门，可见其北面的西朝房三楹，过去是诸王朝房。

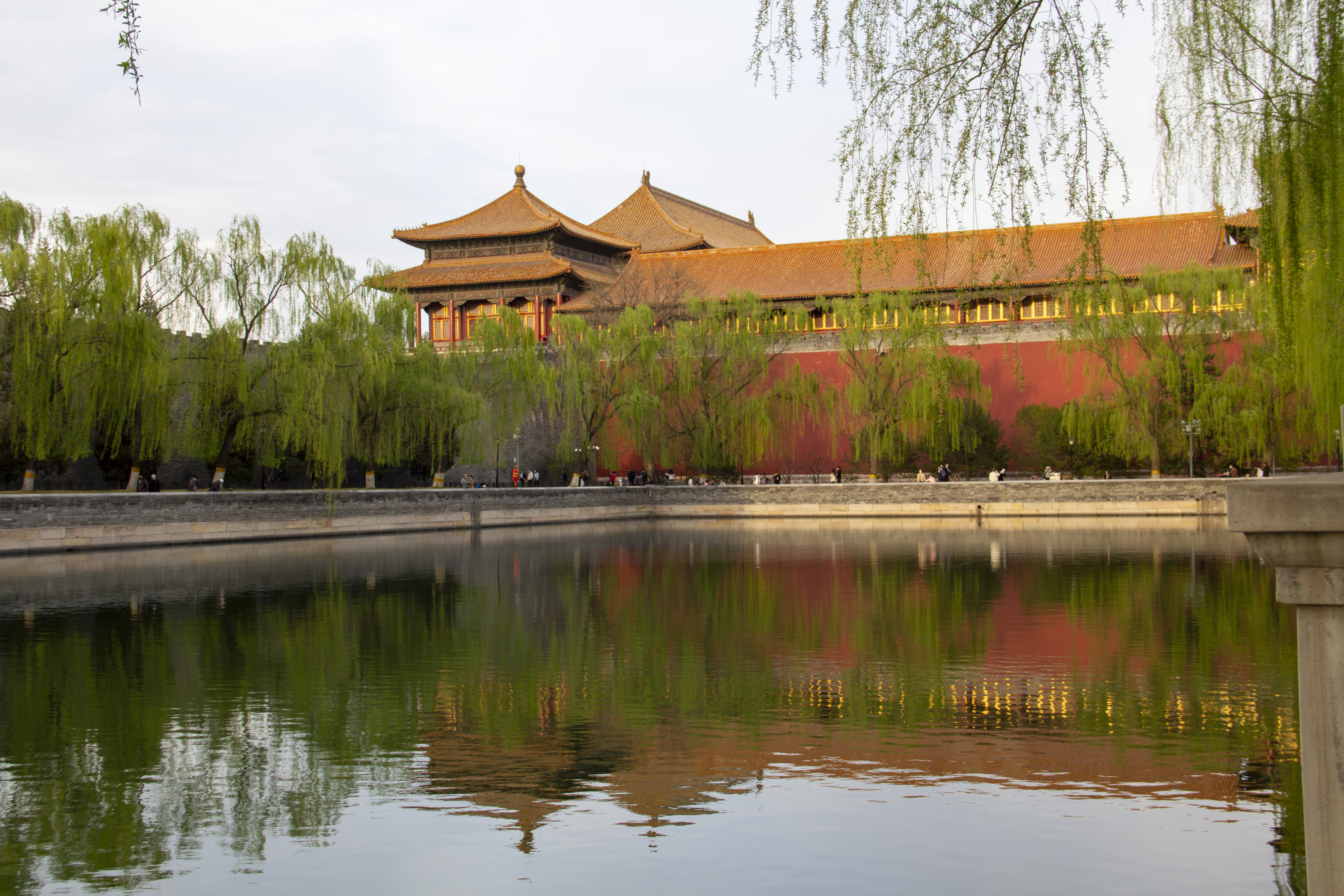
西雁翅楼西侧。

墩台上正中建有一座门楼，面阔九间（60.05米），进深五间（25.00米），重檐庑殿顶。墩台两翼各设有廊庑13间，俗称“雁翅楼”。廊庑的两端均有重檐攒尖顶的方亭（明朝時為盝頂，清朝重修頂部改為攒尖顶）。正楼两侧分别建有钟鼓亭各三间，每逢皇帝亲赴天坛、地坛祭祀时，钟鼓亭的钟鼓齐鸣，皇帝赴太庙祭祀则击鼓，大型活动则钟鼓齐鸣。午门的建筑左右对应，高低错落，形似朱雀展翅，所以午门又称“五凤楼”。

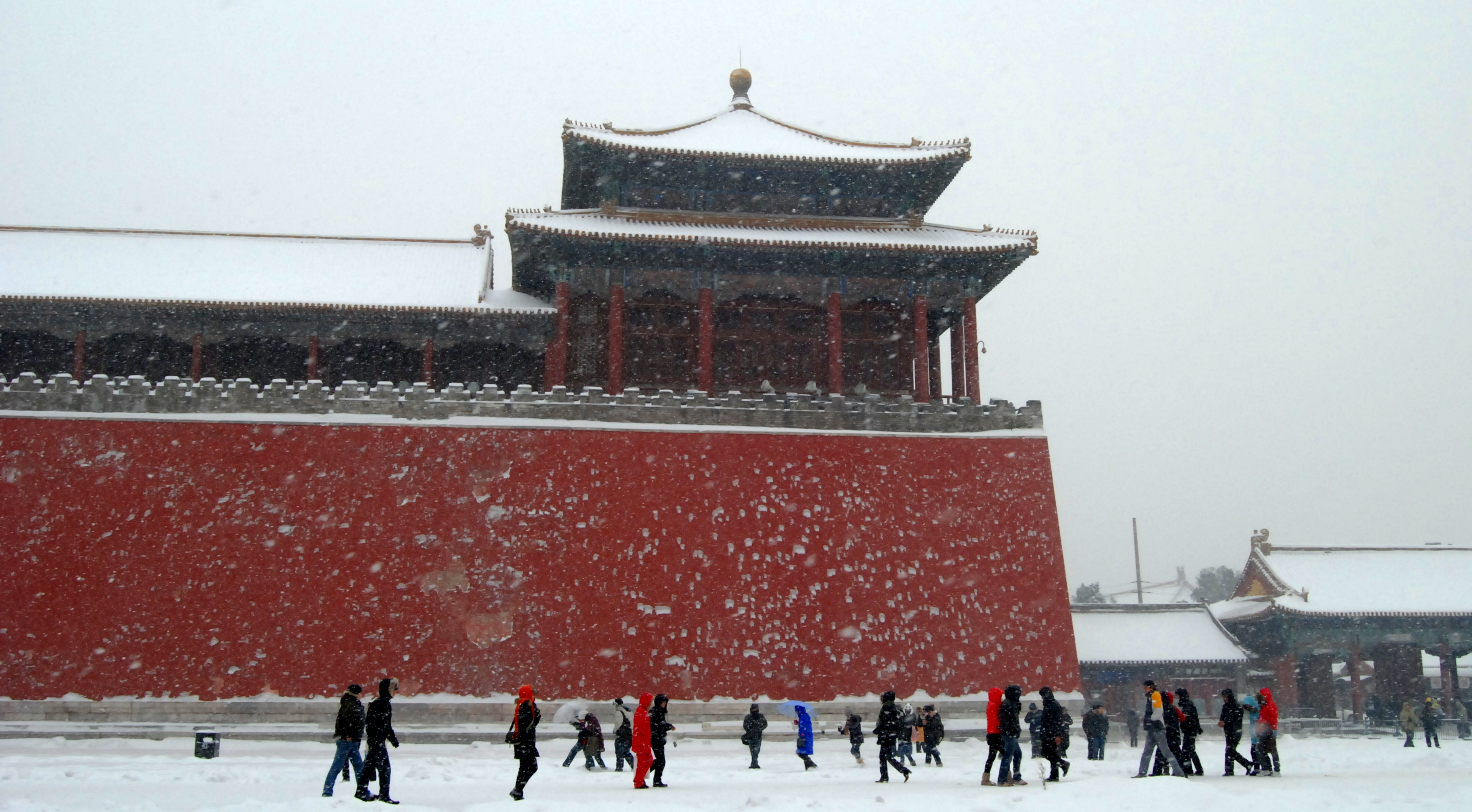
午门东雁翅楼及方亭。右端为阙左门。可见其北面的东朝房三楹，过去是诸王朝房。

午门南面的东、西两侧，各建有一座门，其中东为阙左门，西为阙右门。《国朝宫史·卷十一·宫殿一·外朝》载，“又北东出者为阙左门，西出者为阙右门。门外各有下马碑石。凡九卿会议，拣选人员，验看月官，俱集左门下。八旗都统会议俱集右门下。门北为诸王朝房，左右各三楹，甬道左有嘉量亭，右有日景晷度。”
- 阙左门：午门外向东出入之门，坐西朝东，出门是太庙（今为北京市劳动人民文化宫）。此门始建于明朝初年，面阔三间，单檐歇山顶，门外设有下马碑石一座。“凡九卿会议，拣选人员，验看月官”，均集于此门。阙左门北有朝房三间，为诸王朝房。
- 阙右门：午门外向西出入之门，坐东朝西，出门是社稷坛（今为中山公园）。此门始建于明朝初年，面阔三间，单檐歇山顶，门外设有下马碑石一座。“八旗都统会议”集于此门。阙右门北有朝房三间，为诸王朝房。
- 嘉量亭：位于午门前的甬道东侧，靠近阙左门。清朝乾隆年间制。[6]
- 日晷：位于午门前的甬道西侧，靠近阙右门。清朝乾隆年间制。[6]

端门至午门之间的院落，占地面积30680平方米。御道两侧共有左、右朝房一百多间。明清时期，阙左门、阙右门以南的朝房是六科垣舍，又称“六科廊”（吏部、户部、礼部、兵部、刑部、工部这六部的办事机构所在地）。东、西朝房均向南延伸至端门以北。《国朝宫史·卷十一·宫殿一·外朝》载：
端门之内，东朝房五楹，为礼科公署。西朝房五楹，为工科公署。礼科之北为太庙神厨门，工科之北为社左门。再北，左右朝房各四十二楹，内东二十三楹，西二十楹，为六部九卿朝房。余吏科公署七楹，户科公署九楹，在东。中书科公署六楹，兵科公署七楹，刑科公署七楹，又六科公所二楹，在西。其吏科之北三楹，敬安石刻圣祖仁皇帝御制台省箴：“台省之设，言责斯专。寄以耳目，宁取具员。通明无滞，公正无偏。党援宜化，畛域宜捐。洞达政体，斯曰能贤。古昔诤臣，风规凛然。訏谟谠论；垂光简编。朕每览绎，如鉴在悬。居是官者，表里方直。精白乃心，充广其识。国计民生，臧否黜陟。凡所敷陈，敬将悃愊。风霜之任，以惩奸慝。搏击之威，以儆贪墨。毋摭细务，苟塞言责。毋纷成宪，妄逞胸臆。书思入告，当宁对扬。沽名匪正，营私孔伤。或藏嫌怨，谬为雌黄。受人指嘱，尤为不臧。形诸奏牍，有玷皂囊。职司献替，亟宜审详。敬尔在公，风纪岩廊。词箴用勖，诞告联常。康熙庚辰御制并书。”

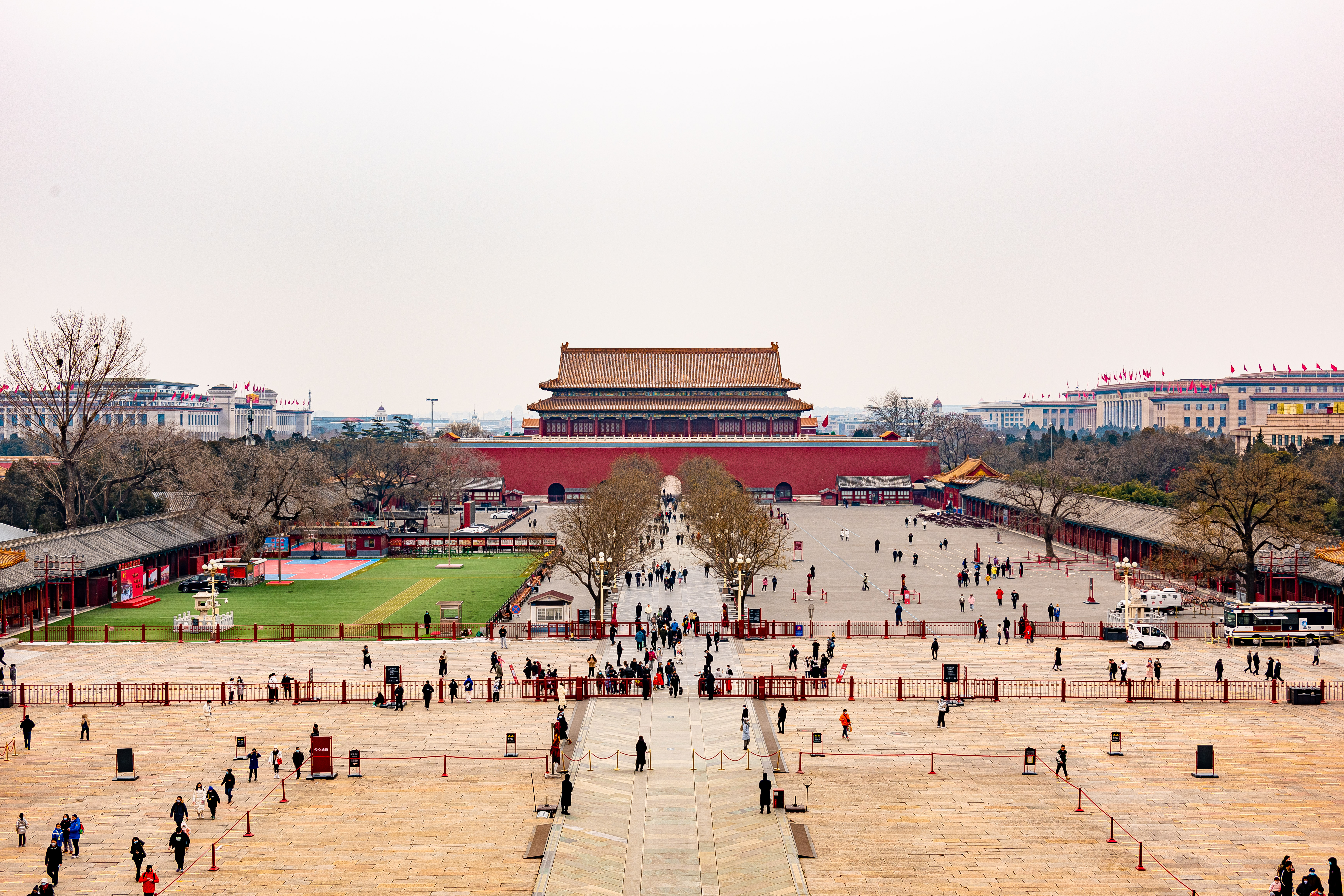
从午门城楼上南眺端门

综上所述，可见午门以南的庑房（朝房）及门分别为：
- 东侧：
  - 东朝房（三楹）：诸王朝房（三楹）
  - 阙左门
  - 东朝房（四十三楹）：石刻圣祖仁皇帝《御制台省箴》所在庑房（三楹）、吏科公署（七楹）、户科公署（九楹）、六部九卿朝房（二十三楹）
  - 太庙神厨门
  - 东朝房（五楹）：礼科公署（五楹）
- 西侧：
  - 西朝房（三楹）：诸王朝房（三楹）
  - 阙右门
  - 西朝房（四十三楹）：中书科公署（六楹）、兵科公署（七楹）、刑科公署（七楹）、六科公所（二楹）、六部九卿朝房（二十楹）
  - 社左门
  - 西朝房（五楹）：工科公署（五楹）

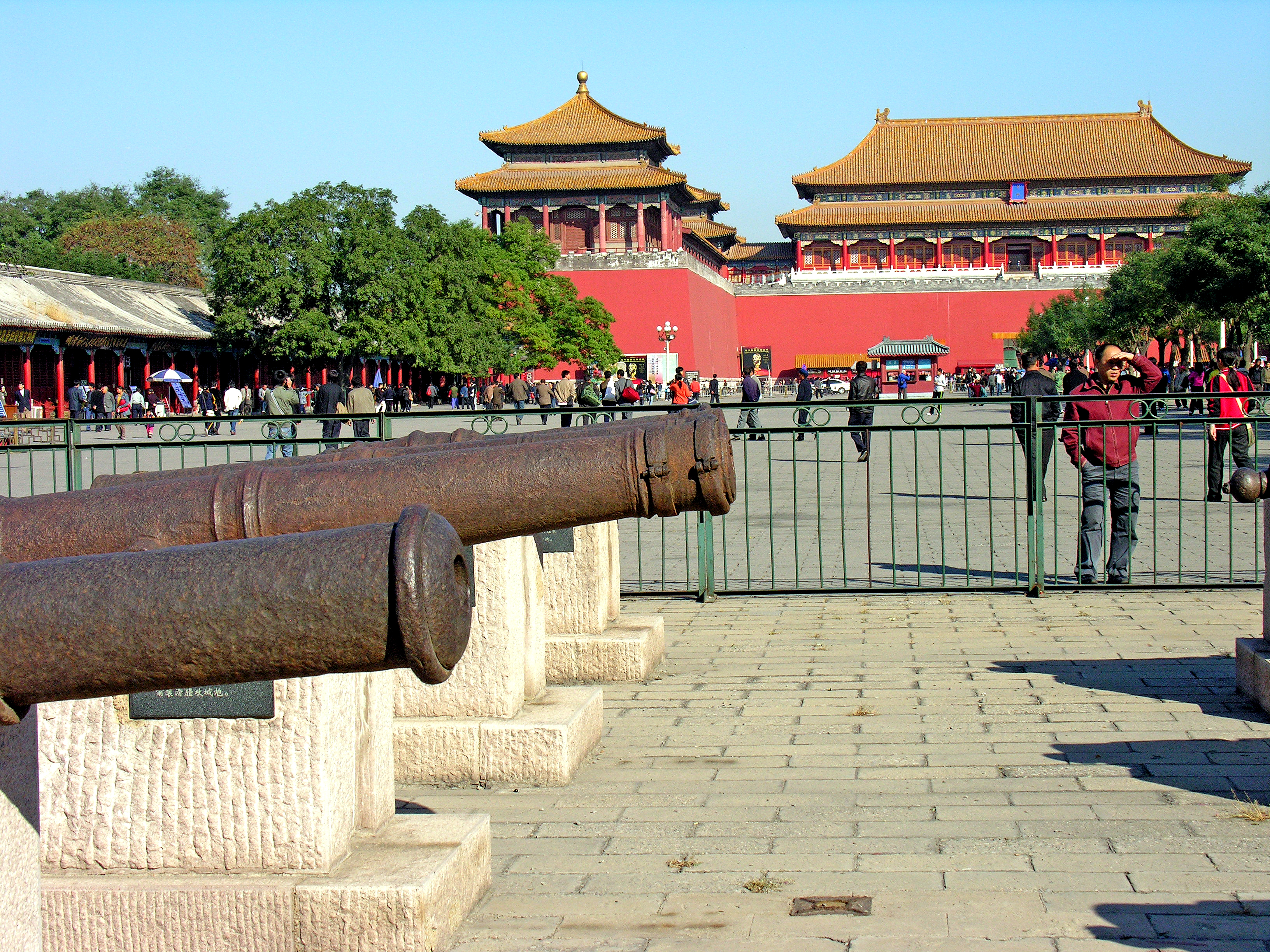
2006年，从端门后的甬道西侧向北望午门。近处为“红夷大炮”群。左侧为西朝房

改革开放前，午门外的阙左门和阙右门两边各有两尊土炮，朝房均不对外开放，从端门到午门之间也没有出售商品的亭子。1990年代初，端门出现了一些商贩，从端门到阙左门、阙右门的朝房陆续开起店铺，土炮也被挪走。除了阙左门以南、太庙神厨门以北的朝房是天安门国旗护卫队的驻地之外，其他阙左门、阙右门以南的朝房大多属于中国国家博物馆，被中国国家博物馆承包给私人举办各类临时展览，招揽游客。2011年5月1日之前，在中华人民共和国文化部主持下，由中国国家博物馆管理的端门及朝房正式移交给故宫博物院管理和开放，以恢复午门前的历史格局及庄严气氛。2011年上半年，东、西朝房中的店铺都被中国国家博物馆移交给故宫博物院管理，同年7月，故宫博物院向各商铺下达通知，将在10月底、11月初收回所有店面的所有权，商铺届时均要关闭，故宫博物院将对朝房进行改造。
2012年，故宫博物院院长单霁翔表示，非常珍惜此次端门地区归属的调整，端门地区的使用须坚持公益性，坚持为观众服务。端门地区将改造成故宫博物院售票处、观众服务中心，已经确定端门内的50间西朝房全部改作故宫博物院售票处、观众咨询中心等服务设施，东朝房则为故宫博物院必要的管理部门办公及值班的场所。
此后故宫博物院售票处设在阙右门以南、社左门以北的西朝房内。自2017年10月2日起，故宫博物院正式迈入“博物馆全网售票”时代。2017年10月10日，“故宫博物院售票处”摘牌。阙左门以南、太庙神厨门以北的东朝房则是天安门国旗护卫队的驻地。太庙神厨门通往太庙，社左门通往社稷坛，两门均长年封闭。

## 红夷古炮

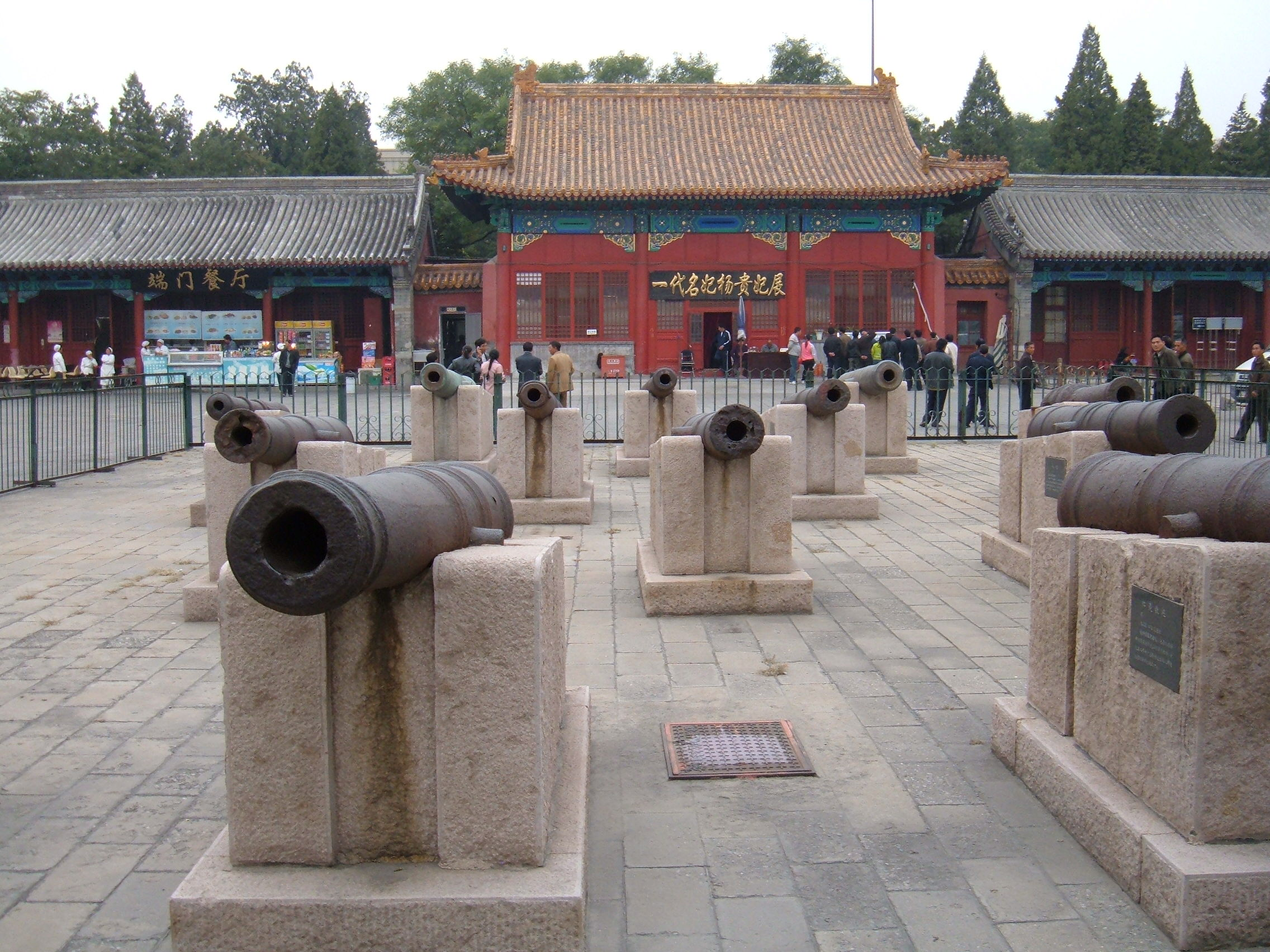
2007年的“红夷古炮”群。自东向西拍摄。黄琉璃瓦顶建筑为通往社稷坛的社左门。两侧灰筒瓦顶建筑为西朝房。

在2011年端门及其以北的朝房由中国国家博物馆移交故宫博物院之前，端门北侧的御道以西，露天陈列着中国国家博物馆（原中国历史博物馆）馆藏文物明清“红夷古炮”群，其中有中国现存的清朝最精美的“武成永固大将军”、“神威大将军”、明朝洪承畴等仿制的红夷炮等等古炮。
“武成永固大将军”铜炮铸造于康熙二十八年（1689年）。炮长3.55米，口径15.5厘米，用药10斤，生铁炮子20斤。该炮是康熙帝为平定“三藩之乱”而钦定制造，共铸造61门。制法官是比利时人、工部侍郎南怀仁，掌管铸炮之事；工匠是李文德、颜四。该炮花纹中西合璧，是车载攻城专用的“红衣炮”，即明清时期仿制欧洲的火炮。“武成永固大将军炮”尾端用满文、汉文铭刻着：“大清康熙二十八年铸造，武成永固大将军炮。用药十斤，生铁炮子二十斤。星高六分三厘。制法官南怀仁、监造官佛保、硕思泰，作官王之臣，匠役李文德、颜四。”炮名是康熙帝钦定。《钦定大清会典图·武备》刊载有南怀仁设计此炮的图样。该炮为前装式火炮，火绳点火，炮管内没有膛线，是滑膛火炮。炮体用铜制，中部稍后两旁置有耳轴，用来支撑、平衡炮体及调整俯仰角度。陈列在御道西侧的这尊炮原藏北京东交民巷德国大使馆内，1946年由北平历史博物馆（中国国家博物馆的前身）自该使馆运回收藏，直到1999年方才陈列在御道以西。在61尊“武成永固大将军”铜炮中，除了这尊由中国国家博物馆馆藏之外，还有《中国火器史》所载的日本箱崎八幡宫也藏有一尊，其余则下落不明。